# Hôtel du Commandant-de-la-Place
L'hôtel du Commandant-de-la-Place est un monument historique situé à Haguenau, dans le département français du Bas-Rhin.

## Localisation
Ce bâtiment est situé au 11, rue Georges-Clemenceau à Haguenau.

## Historique
L'édifice fait l'objet d'une inscription au titre des monuments historiques depuis 1930.